# Tocoron
Tocoron – miasto w Wenezueli, w stanie Aragua.